# Chasminodes nigrostigma
Chasminodes nigrostigma là một loài bướm đêm trong họ Noctuidae.